# Magyarország az 1999-es fedett pályás atlétikai világbajnokságon
Magyarország a Maebasiban megrendezett 1999-es fedett pályás atlétikai világbajnokság egyik részt vevő nemzete volt. Az ország a versenyen hét sportolóval képviseltette magát és két bronzérmet szerzett.

## Érmesek
| Érem  | Versenyző      | Versenyszám | Dátum      |
| ----- | -------------- | ----------- | ---------- |
| Bronz | Czingler Zsolt | Hármasugrás | március 5. |
| Bronz | Szabó Zsuzsa   | Rúdugrás    | március 5. |

## Eredmények

### Férfi
| Versenyző      | Versenyszám | Előfutam | Előfutam | Előfutam | Elődöntő | Elődöntő | Elődöntő | Döntő   | Döntő    |
| Versenyző      | Versenyszám | Idő      | Hely.    | Össz.    | Idő      | Hely.    | Össz.    | Idő     | Helyezés |
| -------------- | ----------- | -------- | -------- | -------- | -------- | -------- | -------- | ------- | -------- |
| Dobos Gábor    | 60 m        | 6,71     | 3.       | 22.      | 6,62     | 6.       | 14.      | kiesett | kiesett  |
| Korányi Balázs | 400 m       | 1:48,10  | 2.       | 3.       | 1:48,74  | 1.       | 11.      | 1:46,47 | 4.       |

| Versenyző      | Versenyszám | Selejtező | Selejtező | Döntő    | Döntő     |
| Versenyző      | Versenyszám | Eredmény  | Helyezés  | Eredmény | Helyezés  |
| -------------- | ----------- | --------- | --------- | -------- | --------- |
| Czingler Zsolt | Hármasugrás |           |           | 16,98 m  | Bronzérem |

| Versenyző   | Versenyszám | 60 m | 60 m | Távolugrás | Távolugrás | Súlylökés | Súlylökés | Magasugrás | Magasugrás | 60 m gát | 60 m gát | Rúdugrás | Rúdugrás | 1000 m  | 1000 m | Végeredmény | Végeredmény |
| Versenyző   | Versenyszám | Idő  | Pont | Eredmény   | Pont       | Eredmény  | Pont      | Eredmény   | Pont       | Idő      | Pont     | Eredmény | Pont     | Idő     | Pont   | Pont        | Helyezés    |
| ----------- | ----------- | ---- | ---- | ---------- | ---------- | --------- | --------- | ---------- | ---------- | -------- | -------- | -------- | -------- | ------- | ------ | ----------- | ----------- |
| Szabó Dezső | Hétpróba    | 7,05 | 865  | 7,29 m     | 883        | 13,89 m   | 722       | 2,02 m     | 822        | 8,18     | 937      | 5,20 m   | 972      | 2:44,14 | 828    | 6029        | 7.          |

### Női
| Versenyző   | Versenyszám | Előfutam | Előfutam | Előfutam | Elődöntő | Elődöntő | Elődöntő | Döntő   | Döntő    |
| Versenyző   | Versenyszám | Idő      | Hely.    | Össz.    | Idő      | Hely.    | Össz.    | Idő     | Helyezés |
| ----------- | ----------- | -------- | -------- | -------- | -------- | -------- | -------- | ------- | -------- |
| Varga Judit | 1500 m      | 4:15,99  | 4.       | 10.      |          |          |          | kiesett | kiesett  |

| Versenyző    | Versenyszám | Selejtező | Selejtező | Döntő    | Döntő     |
| Versenyző    | Versenyszám | Eredmény  | Helyezés  | Eredmény | Helyezés  |
| ------------ | ----------- | --------- | --------- | -------- | --------- |
| Szabó Zsuzsa | Rúdugrás    |           |           | 4,35 m   | Bronzérem |
| Vaszi Tünde  | Távolugrás  |           |           | 6,59 m   | 5.        |